# Lokalavisen Bornholm
Lokalavisen Bornholm var en bornholmsk ugeavis, som startede op i oktober 2008. 
Anno 2011 har redaktionen domicil i Allinge, hvor Michael Berg Larsen er chefredaktør og Flemming Hansen er direktør og medejer af virksomheden. 
I 2010 købte Berlingske Media sig ind i Lokalavisen Bornholm.

## Ekstern henvisning
- Lokalavisen Bornholms hjemmeside Arkiveret 7. februar 2011 hos  Wayback Machine

| Anime eller manga | Spire Denne artikel om medie og kommunikation er en spire som bør udbygges. Du er velkommen til at hjælpe Wikipedia ved at udvide den. |